# Nuchaal
Nuchaal betekent op de nek en is een term in de biologie die gebruikt wordt voor de beschrijving van dieren. Een voorbeeld van een toepassing van de term zijn de nuchale platen van krokodilachtigen, de bepantsering van met osteodermen verstevigde schubben op de nek. Het tegenovergestelde is gulair, de onderzijde van de nek ofwel de keel. 